# Нідерландська кухня
Нідерландська кухня (нід. Nederlandse keuken) — досить проста, але різноманітна. Цікаво, що така маленька країна, як Нідерланди, займає таке важливе місце серед виробників чудової сільськогосподарської продукції. З одного боку, стимулом до цього слугує любов до смачної їжі, а ще високорозвинене комерційне чуття, коли виробляють усе причетне до харчування. Усі страви, що подають на стіл, повинні бути смачні й добре сполучатися одна з одною. Як приклад, можна навести прикметну нідерландську поливу, що сполучається з усіма продуктами, вживаними в нідерландській кухні. Нідерландці взагалі люблять страви з силою поливи, але крім ситних і рясних страв нідерландська кухня має ряд особливостей, яких немає ані на німецькому, ані на данському узбережжі Північного моря. Це обумовлено впливом Іспанії часів її колоніального панування. Вплив кухні інших народів Західної Європи позначився, наприклад, у такій страві як газепепер — страва «в одному горщику», заєць у червоному вині разом із дрібною цибулею.
До улюблених ласощів, пропонованим голландською кухнею, належать страви з риби, зокрема, смажений оселедець пангаринг або підсмажений із патокою вугор — гебакен палинг. Своїм смаком вони зобов'язані не тільки своєрідній рецептурі, але передусім тому, що кухарі готують ці страви з найсвіжішої риби. Не багато знайдеться у світі ринків, де продають такий чудовий молодий оселедець (матьєс), як на голландському — його їдять із цибулею просто біля вуличної ятки. Або славнозвісні устриці, що через умілу обробку перетворюються в чудові ласощі.
У нідерландській кухні почувається й малайський вплив, як, наприклад, у страві з рису з екзотичним м'ясним соусом сюб гюм. У часи колоніального панування чи не кожна нідерландська родина мала тісні зв'язки із цим індонезійським півостровом і перейняла звідти деякі національні страви. У Нідерландах є мережа індонезійських ресторанів, що пропонують традиційну кухню.
Нідерланди славляться добрими сирами. Хоча їхній асортимент порівняно невеликий, їх роблять багато, і багато сирів експортуються. Голландці пишаються своїми сирами, про що свідчать і різноманітні гарячі страви з сиру.

## Десерти

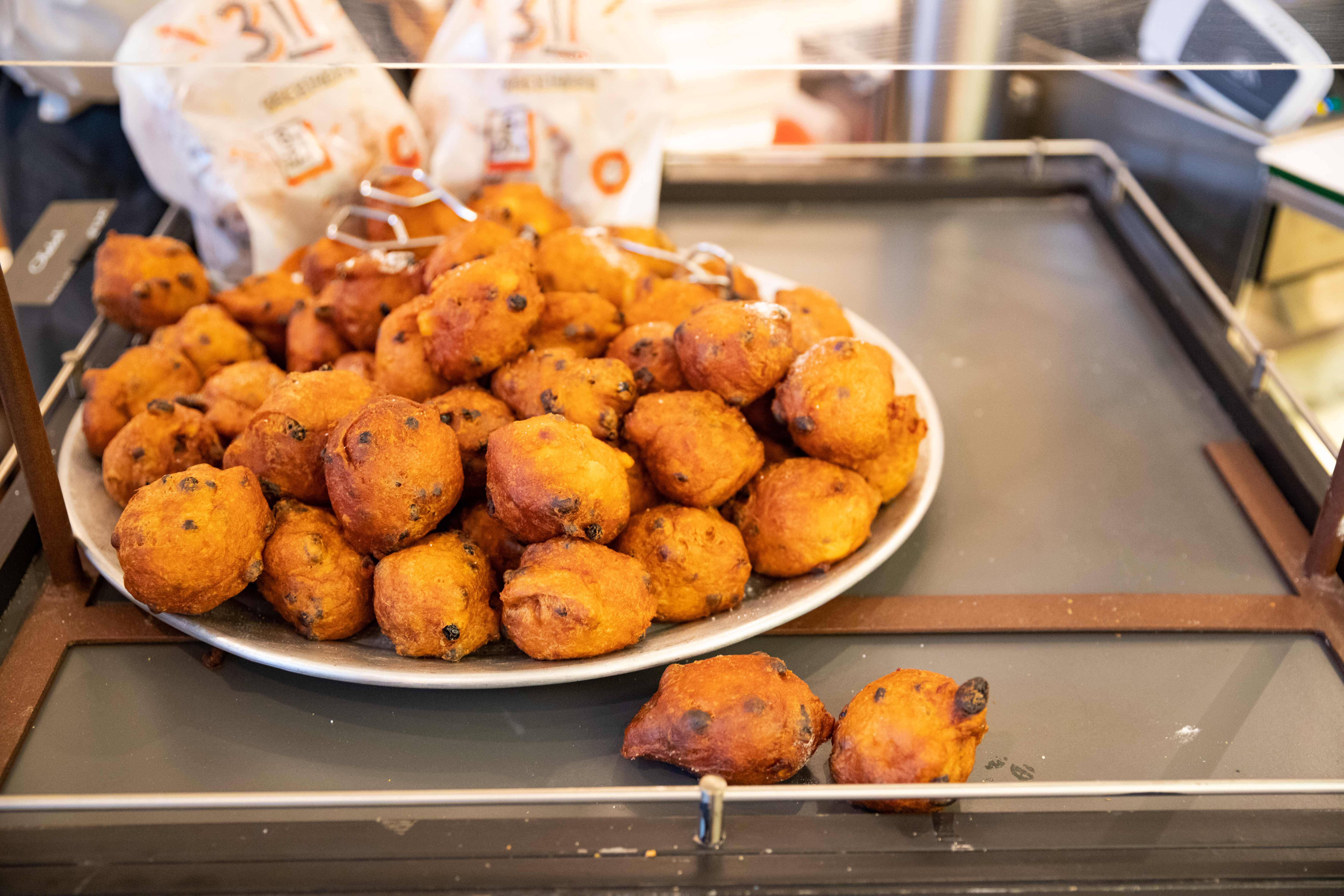
Олієболи

Олієболи — вид пончиків. Нідерландці люблять солодке. Уже в передполудневий час вони запивають які-небудь борошняні кондитерські вироби чашкою солодкої кави з вершками або солодким вином.
Деякі десертні страви мають народно-селянський характер, наприклад, подаваний у теплому або холодному виді рисовий торт рейстарт — основа із дріжджового тіста, обкладена рисовою кашею й запечена з абрикосами.

## Напої
Суворий клімат на узбережжі вимагає, звичайно, ситної їжі, а ще більше міцних напоїв, щоб зігрітися. Найчастіше нідерландці п'ють чисту горілку, особливо ялівцеву Єневер. Відомий бренд нідерландського пива — Heineken.